# 施惠 (知縣)
施惠（？—？），浙江省会稽县人，清朝地方官。監生出身。
同治九年八月，接替廣元。擔任江蘇宜興縣知縣。后由劉誥接任。